# るすばんの達人
『るすばんの達人』（るすばんのたつじん）は、大橋ツヨシによる日本の4コマ漫画。『まんがライフオリジナル』（竹書房）誌上で連載された。

## 概要
お留守番をするさとるくんを描くギャグ4コマ。全編を通して、舞台は「玄関」のみであり、登場人物で名前があるのは主人公の「るすばんの少年」のさとるくんのみという異色の作品。玄関で来客相手にさとるくんがボケ、来客が戸惑ったり、ツッコんだり、ノってくれたりする姿を描く。

## 登場人物
さとるくん
一人でお留守番をしている本作の主人公。
様々な衣装や小道具を持っており、玄関先でお客さんを相手に様々なボケを仕掛けている。
来客相手にボケるためなのか、いつも玄関先にいる。
掛け算の九九を勉強しているため、小学2年生と思われる。
猫を飼っている。

## 単行本
- 竹書房より「バンブーコミックス」として刊行されている[1]。
  - 第1巻 （1999年8月27日発行） ISBN 4-8124-5308-9